# أندرياس إريكسن
أندرياس إريكسن (بالنرويجية البوكمول: Andreas Eriksen)‏ هو كاتب نرويجي، ولد في 22 سبتمبر 1915، وتوفي في 1976.